# Dictyoloma peruvianum
Dictyoloma peruvianum là một loài thực vật có hoa trong họ Cửu lý hương. Loài này được Planch. mô tả khoa học đầu tiên năm 1846.